# Сафроново (Великолукский район)
Сафро́ново — деревня в Великолукском районе Псковской области России. Входит в состав Пореченской волости.

## География
Расположена на юге волости на берегу реки Ловать (юго-западнее озера Урицкое), в 54 км к югу от райцентра Великие Луки и в 16 км к югу от волостного центра Поречье.

## Население
| 2001 | 2002 | 2010 |
| ---- | ---- | ---- |
| 88   | ↘83  | ↘62  |

Численность населения деревни по оценке на начало 2001 года составляла 88 жителей.

## История
С января 1995 до декабря 2005 года деревня входила в состав ныне упразднённой Урицкой волости.